# Robert Burnham, Jr.
Pour les articles homonymes, voir Burnham.
Robert Burnham, Jr. né à Chicago, le 16 juin 1931 et décédé à San Diego, le 20 mars 1993, est un astronome américain.

## Biographie
Après avoir été diplômé de l'école secondaire de Prescott en Arizona, il n'a pas suivi le chemin universitaire. Cependant, la notoriété aidant, à la suite de la découverte de sa première comète en 1957, il a pu entrer l'année suivante à l'Observatoire Lowell, où il a été chargé de vérifier les valeurs du mouvement propre des étoiles.
Dans son temps libre, il se consacre à la rédaction d'un catalogue d'étoiles intitulé Handbook Celestial, qui est devenu un ouvrage de référence pour tous les astronomes amateurs. Il est toujours en vente après plus de cinquante ans depuis sa première édition de 1966.
En 1979, après avoir terminé la vérification des valeurs de mouvement propre, il lui fut seulement confié le poste de gardien de l'observatoire. Refusant ce poste, il prit sa retraite.
Par ailleurs, il découvrit les comètes périodiques 56P/Slaughter-Burnham et les comètes non périodiques C/1957 U1 (Latyshev-Wild-Burnham), C/1958 D1 (Burnham), C/1958 R1 (Burnham-Slaughter), C/1959 Y1 (Burnham) et C/1960 B1 (Burnham).
Le Centre des planètes mineures lui attribue la découverte de l'astéroïde (3397) Leyla, effectuée le 8 décembre 1964 avec la collaboration de Norman G. Thomas.